# Rudolfsbrunnen

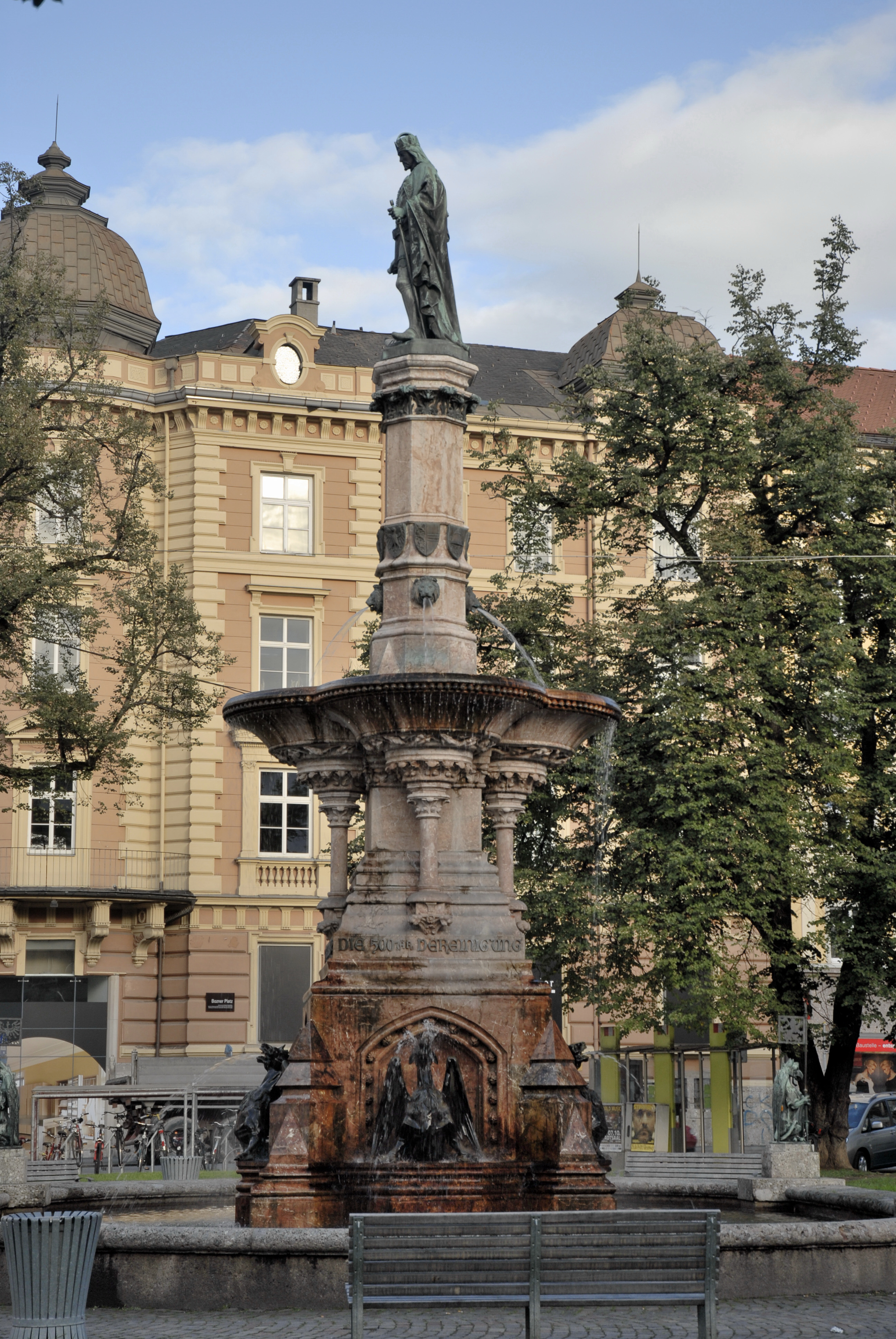
Rudolfsbrunnen von Westen

Der Rudolfsbrunnen steht in der Mitte des Bozner Platzes in der Innsbrucker Innenstadt. Der von 1873 bis 1877 errichtete Brunnen zeigt ein überlebensgroßes Standbild Herzog Rudolfs IV. und erinnert an die Vereinigung Tirols mit Österreich im Jahr 1363. Der Brunnen steht unter Denkmalschutz.

## Geschichte
Anlässlich der 500-Jahr-Feier der Vereinigung Tirols mit Österreich wurde am 29. September 1863 beschlossen, ein Denkmal zu errichten und ein Komitee gebildet. Dieses beschloss, dass das Vereinigungsdenkmal ein Brunnen mit einer Statue Rudolfs IV. sein sollte und schickte Spendenaufrufe an die Tiroler Behörden, an andere Statthaltereien Österreichs, an die Mitglieder des Reichsrates, die kaiserliche Familie, den Kriegsminister und das Militär, an die Ehrenbürger von Innsbruck sowie an die österreichischen Botschaften im Ausland. Im Frühjahr 1868 wurden Künstler aufgefordert, Entwürfe einzureichen, die 1869 ausgestellt wurden. Das Komitee entschied sich für den Entwurf Gabriel von Kalers in romanischen und Renaissance-Formen. Der Wiener Dombaumeister Friedrich von Schmidt sandte nach Einsicht dieses Planes ohne Aufforderung nachträglich einen eigenen Entwurf in gotischen Formen, der wesentlich phantasievoller und aufwändiger war. Kaler zog daraufhin sein Projekt zurück. Da die vorhandenen Mittel für die Verwirklichung des Schmidt’schen Entwurfs nicht ausreichten, musste das Komitee weiter Spenden sammeln. Erst 1873 konnte mit dem Bau des Brunnens am damaligen Margarethenplatz begonnen werden. 1874 wurde der Unterbau, 1875 die Marmorschalen fertiggestellt. Am 29. September 1877 wurde der Brunnen im Beisein von Kronprinz Rudolf feierlich enthüllt.
Der Entwurf für die Brunnenanlage stammte von Friedrich von Schmidt, die Modelle für die Bronzefiguren schuf der Imster Bildhauer Johann Grissemann. Die Figuren und Ornamente wurden von der k.k. Kunst-Erzgießerei in Wien hergestellt. Die Ausführung der Steinarbeiten und die Aufstellung des Brunnens erfolgte durch den Innsbrucker Steinmetz Paul Hohenauer.
Der Brunnen wurde zum Vorbild für das von Heinrich Natter 1886–1889 ausgeführte Walther-Denkmal in Bozen.

## Beschreibung

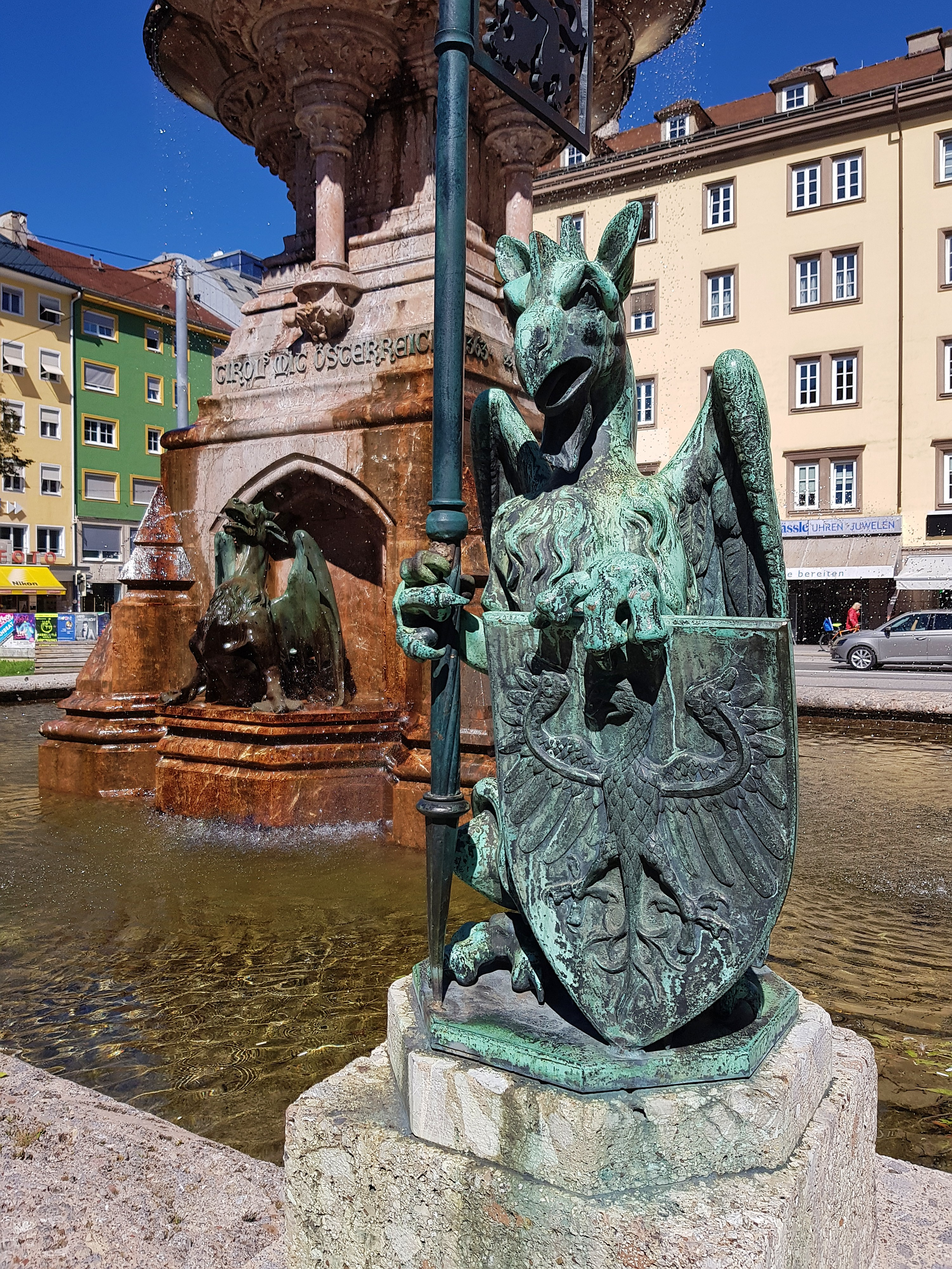
Greif mit Wappenschild

Der rund 12 Meter hohe Brunnen besteht aus einem großen, niederen Steinbecken, das an der West- und Ostseite halbkreisförmig geschlossen ist. Die geraden Seiten begrenzen vier kubische Sockel mit bronzenen Greifen, die Wappenschilde mit dem Tiroler Adler bzw. dem österreichischen Doppeladler und Standarten mit dem Tiroler Adler bzw. dem habsburgischen Löwen halten. In der Mitte erhebt sich ein reich gegliederter Sockel aus Loferer Marmor, der mit seitlichen Säulen vier halbrunde Wasserschalen trägt. Die umlaufende Inschrift aus bronzenen Lettern unter den Säulenschäften lautet, an der Nordseite beginnend: ZUR ERINNERUNG AN / DIE 500 JÄHR. VEREINIGUNG / TIROLS MIT ÖSTERREICH / 1363 . 29. SEPTEMBER . 1863.
Auf einer achteckigen Säule mit gekehltem akanthusbesetztem Kapitell steht die rund drei Meter hohe Bronzestatue Rudolfs IV. mit Herzogshut, Harnisch und Herzogsmantel. Mit der linken Hand umfasst er den Knauf des Schwertes, in der Rechten hält er eine Schriftrolle, die die in Bozen ausgestellte Urkunde symbolisiert, mit der Margarethe Maultasch am 29. September 1363 die landesfürstliche Herrschaft in Tirol an den Habsburger Rudolf IV. übertrug.